# Czy wreszcie coś osiągniesz?
Czy wreszcie coś osiągniesz? (jap. みんな～やってるか Minnā yatteru ka!; dosł.: Czy wszyscy to robią?!) − japoński film komediowy nakręcony w 1995 roku przez Takeshiego Kitano.